# Assoar o nariz

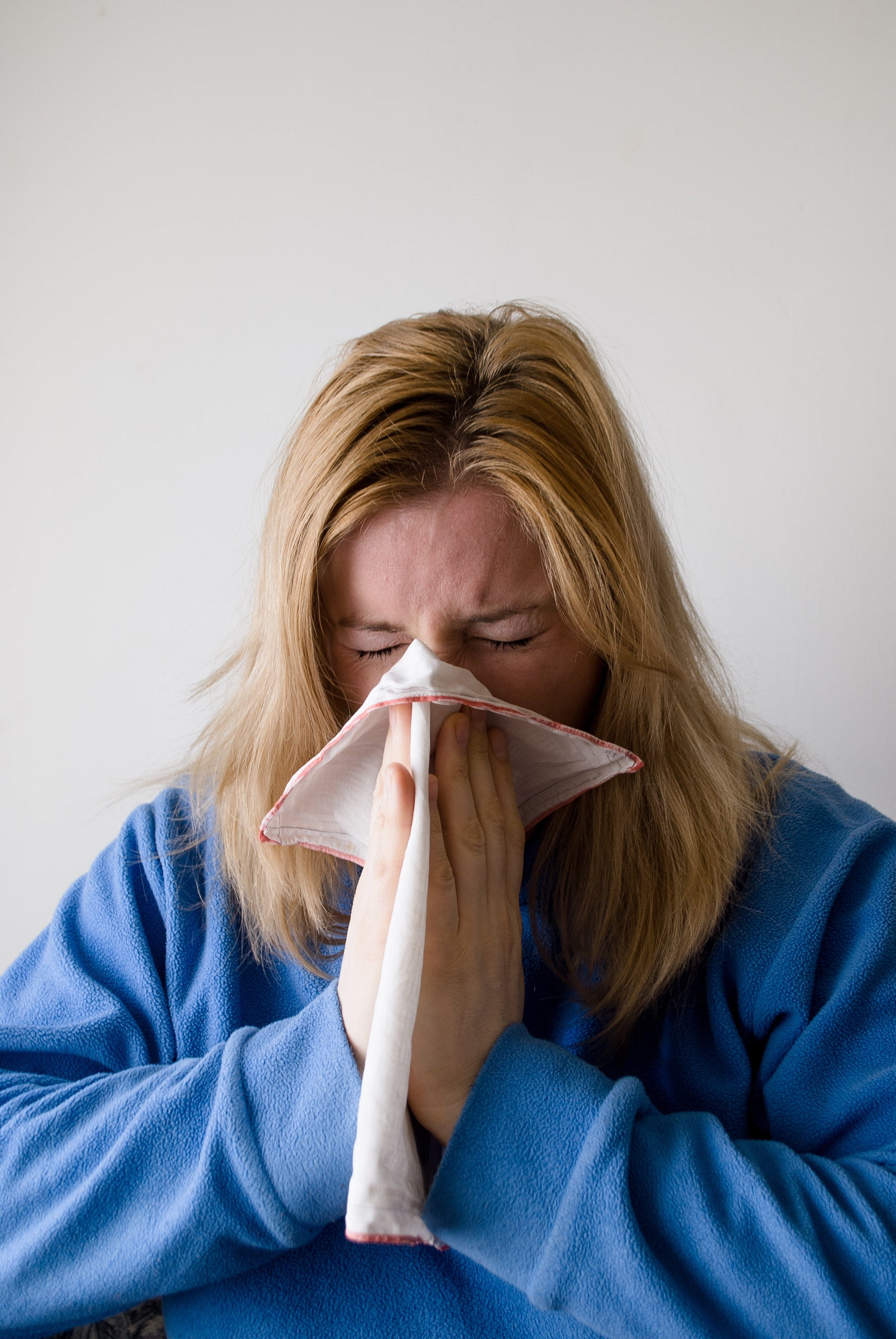
Uma mulher assoando o nariz com um pano

Assoar o nariz é o ato de expelir mucos nasais por exalar vigorosamente através do nariz. Isso geralmente é feito em um lenço de papel ou uma toalha, sendo os lenços de papel mais higiênicos, pois são descartados após cada uso, enquanto as toalhas são mais macias, ecologicamente corretas e mais elegantes. O ato de assoar o nariz pode ser usado para aliviar a congestão nasal ou rinorreia (coriza) resultante de resfriados ou alergias sazonais.[carece de fontes?]

## Técnica
O pano, ou lenço, é segurado suavemente contra o nariz. Antes de assoar o nariz, uma inspiração profunda pela boca fornece o ar necessário para ejetar o muco nasal. Expirar com força pelas duas narinas ao mesmo tempo ejetará efetivamente o muco. O processo pode precisar ser repetido várias vezes para limpar suficientemente todo o nariz.

## Efeitos na saúde
Embora assoar o nariz ajude a aliviar os sintomas do resfriado comum e da febre do feno, assoar o nariz, quando feito de forma excessiva ou incorreta, pode trazer potenciais efeitos adversos à saúde. Assoar o nariz gera alta pressão nas narinas. Quando essa pressão é adicionada a um nariz seco, ela pode romper os vasos sanguíneos dentro do nariz, resultando em sangramento nasal.
Em um estudo de 2000, os médicos injetaram uma tinta líquida densa, que pode ser vista em raios-x, no nariz de vários voluntários adultos. Os voluntários foram induzidos a espirrar, tossir e assoar o nariz. Verificou-se que a pressão típica de assoar o nariz era de 1,3 libra por polegada quadrada, dez vezes maior do que a gerada por espirros ou tosse. A tomografia computadorizada mostrou que assoar o nariz enviou grande parte da tinta para os seios paranasais, em vez de expelê-la pelo nariz. Os médicos suspeitaram que assoar o nariz pode aumentar o risco de infecções nos seios paranasais, enviando muco cheio de bactérias para os seios paranasais.
Em casos extremamente raros, mas documentados, assoar o nariz resultou em condições incomuns, como no caso de uma mulher que fraturou a órbita do olho esquerdo após assoar o nariz.

## Etiqueta
Assar o nariz torna-se uma violação da etiqueta se for executado diretamente na frente de alguém na mesa de jantar ou no saguão. Quando é necessário assoar o nariz à mesa, a pessoa que o faz deve se afastar de todos e, principalmente, da comida que está na mesa. Se a sessão de assoar o nariz for curta, então ela pode ser feita à mesa, mas se o nariz estiver muito entupido e a sessão de assoar o nariz resultante for longa e barulhenta, então é fortemente recomendado ir ao banheiro/lavabo. Também é rude aspirar continuamente o muco de volta ao nariz. É melhor ir ao banheiro/lavabo e limpar tudo. Nesse sentido, carregar uma toalha todos os dias seria uma opção melhor do que ficar sem lenços de papel.